# Spalacopsis variegata
Spalacopsis variegata är en skalbaggsart som beskrevs av Bates 1880. Spalacopsis variegata ingår i släktet Spalacopsis och familjen långhorningar.
Artens utbredningsområde är Guatemala. Inga underarter finns listade i Catalogue of Life.